# Ongina (drag queen)
Ryan Ong Palao, plus connu sous le nom de scène Ongina, est un militant contre le VIH et drag queen philippino-américain, principalement connu pour avoir participé à la première saison de RuPaul's Drag Race et la cinquième saison de RuPaul's Drag Race : All Stars

## Biographie
Ryan naît aux Philippines en 1982. Il déménage à Seattle, aux États-Unis, avec sa famille en 1994. Son nom de scène avant Ongina était Pek Pek Galore, pek pek signifiant "vagin" en tagalog. Il commence le transformisme dans un restaurant asiatique, Lucky Chengs, où il travaille avec Laverne Cox, à l'époque encore inconnue. Il est diagnostiqué comme séropositif le 13 avril 2006.

## RuPaul's Drag Raceet carrière
Ryan, sous le nom de Ongina, est sélectionné comme l'une des neuf candidates de la saison d'inauguration de RuPaul's Drag Race, annoncée officiellement le 2 février 2009. Elle révèle son statut  de séropositive dans le quatrième épisode après avoir gagné son second défi. Elle est éliminée l'épisode suivant après avoir perdu son lip-sync sur Stronger de Britney Spears contre Bebe Zahara Benet, se plaçant donc cinquième. Elle fait une apparition dans le récapitulatif de mi-saison aux côtés de RuPaul.
Au-delà de la saison 1, elle fait un caméo dans la première saison de RuPaul's Drag Race: All Stars. Elle fait également cinq apparitions dans la première et deuxième saison de RuPaul's Drag U.
Elle fait une apparition dans le clip de I Gotta Feeling des Black Eyed Peas en 2009.
Une version animée de Ongina apparaît dans le jeu mobile RuPaul's Drag Race: Dragopolis 2.0.
Après son passage dans les différentes saisons de RuPaul's Drag Race, elle apparaît régulièrement dans des programmes dérivés de l'émission, comme dans la web-série Fashion Photo Review, où elle critique aux côtés de sa consœur Rock M. Sakura les différents épisodes de la version philippine de RuPaul's Drag Race : Drag Race Philippines,. Elle remplace également Raja et Raven en septembre et octobre 2018,,.

## Impact
Ongina est devenue une militante contre le VIH. Elle a été l'animatrice d'une émission sur Internet, HIV and Me, un talk-show s'entretenant avec plusieurs personnes sur la manière dont ils vivaient avec le VIH ou le sida. Ongina a également été porte-parole pour OraQuick, un des premiers test de dépistage du VIH, en 2013. Elle gagne le NewNowNext Award for "Star de Télé-Réalité la plus Addictive" en 2009.
La chanson de RuPaul, LadyBoy, sortie en 2009, est inspirée de Ongina.